# Carmen Escalante Gutiérrez
Carmen Escalante Gutiérrez (* 1953 oder 1954 in San Jerónimo, Provinz Cusco) ist eine peruanische Anthropologin, Übersetzerin und Autorin. Mit ihren Veröffentlichungen umfangreicher Zeugnisse von Quechua-Bauern aus ihrem Leben auf Süd-Quechua hat sie entscheidend zur Quechua-Literatur beigetragen. Darüber hinaus war sie die erste Person, die in Europa eine Dissertation auf Quechua schrieb und verteidigte.

## Leben
Carmen Escalante Gutiérrez stammt aus dem Distrikt San Jerónimo, wo sie bereits in ihrer Kindheit ihren späteren Ehemann kennenlernte. San Jerónimo war (und ist nach ihrer Aussage auch noch im Jahre 2020) ein Wohnort der Provinz Cusco, in dem viele Familien ihren Ursprung auf alte noble Familien der Inka zurückführen. Sie studierte Anthropologie an der Pontificia Universidad Católica del Perú (PUCP) in Lima, wo sie in diesem Fach auch promoviert wurde. Danach ging sie an die Universidad Nacional de San Antonio Abad del Cusco (UNSAAC) in Cusco, wo sie bis heute als Professorin tätig ist.
Carmen Escalante Gutiérrez heiratete den Anthropologen Ricardo Valderrama Fernández (1945–2020), mit dem sie drei Kinder hat. Ein Großteil ihrer und seiner Publikationen wurden von beiden zusammen erarbeitet und veröffentlicht. Die beiden bekanntesten Werke waren Veröffentlichungen der Zeugnisse von Quechua-Bauern aus ihrem Leben, die zunächst im Quechua-Original mit spanischer Übersetzung erschienen und später als Klassiker der andinen Literatur in mindestens neun beziehungsweise mehr als 15 Sprachen übersetzt wurden. Hierfür erhielten Escalante und Valderrama das Guggenheim-Forschungsstipendium. An manchen europäischen und nordamerikanischen Universitäten sind sie Pflichtlektüre für das Studium der Andenkultur.
Als Professorin der UNSAAC entschied sich Carmen Escalante, eine zweite Dissertation zu schreiben, und tat dies in ihrer Muttersprache Cusco-Quechua. Die universitären Gesetze Perus ließen damals jedoch nur Spanisch als Amtssprache zu. Deswegen ging sie nach Spanien, um ihr Quechua-Projekt zu verwirklichen. Am 16. März 2017 verteidigte sie ihre Dissertation an der Universidad Pablo de Olavide in Sevilla in Gänze auf Quechua und erhielt die Bestnote. Die Arbeit befasst sich mit der Rolle alter Inka-Familien, die teilweise auf der Seite der Kolonialmacht standen, in der Zeit der Unabhängigkeitskämpfe unter José Gabriel Condorcanqui (1780), genannt Túpac Amaru II, und Mateo Pumacahua (1814). Die bis dahin ungenutzten, aus den Jahren von 1543 bis Mitte des 20. Jahrhunderts stammenden Originalquellen für diese Arbeit befanden sich im Familienarchiv Tupa Guamanrimachi Ynga (AFTGRY), das von der Familie Escalante in Cusco aufbewahrt wird. Es gab auch eine spanische Textversion der Dissertation, die während der Lesung des Textes auf Quechua auf Leinwand projiziert wurde.

## Weitere Dissertation auf Quechua
Nach Carmen Escalante Gutiérrez, nämlich 2019, schrieb und verteidigte die Anthropologin Roxana Quispe Collantes an der Universidad Nacional Mayor de San Marcos (UNMSM) in Lima ihre Dissertation (über das Werk des Schriftstellers Andrés Alencastre Gutiérrez) auf Quechua, allerdings ohne spanische Textversion.

## Werke
- Ricardo Valderrama Fernández, Carmen Escalante Gutiérrez: Gregorio Condori Mamani, una biografía. Centro de Estudios Rurales Andinos "Bartolomé de las Casas", Cusco 1977 (Zeugnis von Gregorio Condori Mamani und seiner Gattin Asunta Quispe Huamán über ihr Leben).
- Ricardo Valderrama Fernández, Carmen Escalante Gutiérrez: Nosotros los humanos – Ñuqanchik runakuna – Testimonio de los quechuas del siglo XX. Centro de Estudios Regionales Andinos "Bartolomé de Las Casas", Cusco 1992.
- Ricardo Valderrama Fernández, Carmen Escalante Gutiérrez: La doncella sacrificada. Mitos del Valle del Colca. Universidad Nacional de San Agustín, Instituto Francés de Estudios Andinos, Arequipa/Lima 1997.
- Carmen Escalante Gutiérrez: Rugido alzado en armas. Los descendientes de Incas y la independencia del Perú. Las rebeliones de José Gabriel Thupa Amaru, los hermanos Angulo y Mateo Pumacahua, a partir de la documentación inédita de los Tupa Guamanrimachi Ynga. Cusco, 1776–1825. Tesis doctoral, Universidad Pablo de Olavide, Sevilla 2017.